# Martinsaari (ö i Södra Savolax, Nyslott, lat 61,79, long 28,72)
Martinsaari är en ö i Finland. Den ligger i sjön Pihlajavesi och i kommunen Nyslott i  landskapet Södra Savolax, i den sydöstra delen av landet, 270 km nordost om huvudstaden Helsingfors. Öns area är 1,2 hektar och dess största längd är 240 meter i sydöst-nordvästlig riktning.